# 高原永伍
高原 永伍（たかはら えいご、1940年1月3日 - 2024年2月22日）は、元競輪選手。日本競輪学校（当時。以下、競輪学校）第13期生。引退後は日本競輪選手養成所名誉教諭を務めた。現役時は日本競輪選手会神奈川支部所属。

## 生い立ちと家族
川崎市川崎区出身。命名は高原 永俉（読み同じ）で、1941年1月3日に高原家の三男として生まれる。高原家は長男・悠光、次男・以好、四男・由价、五男・清多と、家族の男子は後に全員が競輪選手となっている。
幼年期は後に歌手となる同郷の坂本九と同世代であり面識もあった。若い頃は血気盛んで、東京商業高等学校を中退後の一時期はボクシングを行っていたが、やがて既に選手となっていた長兄の悠光を追うように競輪選手を目指すことになる。

## 競輪選手としての戦績
既にアマチュアとして活躍していた次兄の以好と共に、1959年3月に競輪学校へ第13期生として入学する。卒業後は6月27日に門司競輪場の同期同士による新人戦でデビューすると、翌日に初勝利を挙げて兄の以好と共に決勝に進出したが、決勝では兄の以好を連れて逃げて兄を優勝させ、自身は着外に沈んだ。
しかし、この事があってから同期の平間誠記は高原永伍に対し激しい敵愾心を抱くようになり、後には既にトップの地位を確立していた白鳥伸雄をも交え「3強」として、文字通りに生死を賭けるほど激しい争いが繰り広げられることになった（この頃は安全面への対策不足から競走中の死亡事故が稀でなかった状況下にあった）。
その後特別競輪での優勝は平間などに先を越されてしまったものの、高原は過度の練習で体調を崩すこともあったほど鍛錬を続け、1962年にはミラノで開催された世界選手権自転車競技大会に出場し、高原はスクラッチ（スプリント）競技で準決勝敗退となる。世界選手権への参加はこれのみとなったが、この時共に参加していた松本勝明は高原の実力を認め、以降は互いに親交を持つようになった。
そして1963年の日本選手権競輪決勝3着から才能が開花し、怒涛の勢いでオールスター競輪での特別競輪（現在のGI）初優勝を果たすと高松宮杯競輪も優勝し、年末の競輪祭では若手メンバーの新鋭王（その後の新人王）で優勝した直後、当時の制度により一般メンバーの競輪王戦にもスライドで出場し、その競輪王まで優勝を果たした程で、この年は競輪選手で初めて年間獲得賞金1千万円突破を果たす形での賞金王に輝いている。
そして1964年までに新鋭王を含む通算で7つものタイトルを奪取し、競輪における高原時代の到来を強烈に印象付けた。
高原が出場するレースでは、車券において高原が1着以外になった場合の配当がすべて万車券になってしまう「高原オッズ」という現象まで起こしたほどで、高原が先行態勢に入った段階で勝利を確信したファンが、結果を見ずして車券払戻所に列を作ったとまで言われる。その強さから高原は競輪選手ではじめて世間に「一般的な存在」として取り上げられるようにまでなり、寺山修司なども高原について記した文章を残している。
1967年の結婚を記に、高原は本拠地を川崎競輪場から平塚競輪場に移動して神奈川県平塚市内に自宅を新築する。この年に白鳥伸雄が引退すると、一時の低迷から脱却した平間誠記と高原永伍との争いは2強状態で推移することになり、先に平間が特別競輪の全冠制覇に王手をかけると、高原も1968年2月の秩父宮妃賜杯競輪優勝により全冠制覇に王手をかけた。しかしこの年の8月、高原の本拠地である平塚で合宿を行っていた平間が、競走参加中で不在だった高原の自宅に訪れた数日後、事故により落命する皮肉な巡り合わせが起きてしまい、平間と高原の争いにも幕が下ろされた。
一人残される形になった高原には全冠制覇への期待がかけられ続けることになり、1970年2月の日本選手権競輪決勝は松本勝明がトップ引きを申し出るという間接的な援護を得た形で行われたが、最後の直線で工藤元司郎に交わされ2着に敗れ、高原は以降も日本選手権競輪だけ手が届かず全冠制覇を成し遂げることができなかった。
それ以降もあくまで自分の先行にこだわりを見せて走り続け、38歳までオールスター競輪に出場するなど高い人気を保ち続けていたが、緩やかながら徐々に成績が下降していき、1989年に当時の最下位クラスであるB級に陥落した時には関係団体から引退の要請も出ていたが、本人は固辞して走り続け、俗に言う「代謝制度」（競走得点不足によるあっせん保留、のち強制的に登録消除する制度。いわゆる戦力外通告）で事実上のクビが確定した時点で引退を表明、1994年3月14日に平塚競輪場でのラストレースで勝利し競輪選手として最後の競走を全うした。
1994年4月8日、選手登録消除。通算戦績2679戦941勝。

## 引退後
引退後は競輪学校に名誉教諭（教官）として赴任し、後に同職の先輩である松本勝明が第一線を退いた後は高原が教官職のトップに立つ形で生徒の指導に当たっていた。また、後に発足した日本名輪会においても創設当初は中心的な役割を担った。
2007年12月25日、日本のスポーツの振興に関し特に功績顕著な者を顕彰するという文部科学省の顕彰制度である、スポーツ功労者顕彰を受けることになった。
高原の出生地にあたる川崎競輪場では、引退の後に「高原永伍杯」を創設し年に1度開催を行っている。
2024年2月22日午前0時47分、脳梗塞のため静岡県三島市の病院で死去。84歳没。

## 主な獲得タイトルと記録
- 1963年 - オールスター競輪（名古屋競輪場）、高松宮杯競輪（大津びわこ競輪場）、競輪祭新鋭王・競輪祭競輪王（小倉競輪場）
- 1964年 - オールスター競輪（岸和田競輪場）、全国都道府県選抜競輪（岐阜競輪場）、競輪祭（小倉競輪場）
- 1966年 - 全国都道府県選抜競輪（西宮競輪場）
- 1968年 - 秩父宮妃賜杯競輪（西武園競輪場）
- 1969年 - 高松宮杯競輪（大津びわこ競輪場）、競輪祭（小倉競輪場）
- 年間賞金王2回 - 1963年、1969年
- 年間最高勝率 - 8割0分2厘4毛（1965年。81戦65勝）[5]　※2022年に脇本雄太が更新

## 競走スタイル
体格の関係で競りによる体当たりが不利をもたらすことから、自分の戦法を先行に絞ることを見出し、生活において全てを練習に注ぎ込み、鍛え上げた持久力と比類なきトップスピードが繰り出す先行力は、まだ全体的なスピードが低かったことから追込重視であった当時の競輪にとって革命的な戦法となり、圧倒的な先行力と末の粘りは全盛時から「逃げの神様」とまで崇められる存在となった。
逃げることができなかった場合の捲り戦法も備えていたが、あくまで「捲りは最後の手段」として逃げにこだわり続け、選手生活の晩年になっても最後まで自力で動き続ける競走を行っていた。

## エピソード
- 高原の練習に対する姿勢は「疲れてない自分が嫌」と語り、仲間と余暇を過ごしている途中でも自分だけ抜け出して練習に赴いたほどであり、全盛期は各種の取材や出演依頼などを練習を理由にほとんど断っていた。また競輪関係者が当時のフジテレビで放映されていた人気番組『スター千一夜』への出演を計ったこともあったが、これは制作側との交渉がまとまらず実現しなかった。
- 当時の競輪ファンには、自分の息子に「エイゴ」という名前を命名することも多く、結果として「エイゴ」の名を持つ競輪選手も多かった。いわゆる「大輔現象」の先駆けとも言える。高原と同じく永伍表記の選手も2025年6月時点で2人（相川永伍・石坂永伍）が現役を続けている（ほかに「エイゴ」名の選手は望月永悟がいる）。